# きたろう
きたろう（1948年8月25日 - ）は、日本の俳優、タレント。本名：古関 安広（こせき やすひろ）。コントグループシティボーイズのメンバー。
千葉県市川市出身。ASH&Dコーポレーション所属。

## 来歴
千葉県立国府台高等学校を経て、中央大学文学部卒業。
学生時代から俳優を目指し、しばしば舞台などで演劇活動を開始。しかし、演出家から「芝居を学び直したほうがいい」と言われてしまい、大学4年生の時に劇団俳優小劇場（俳小）に入る（同期生には後にシティボーイズを結成する大竹まこと、斉木しげるの2人や風間杜夫がいた。女優では1期先輩に市毛良枝、同期には岡本麗がいた）。
1971年の秋、劇団俳優小劇場の解散に伴い退団。同じく俳小を出た大竹、斉木、風間と組んで劇団「表現劇場」を結成する。
「きたろう」の芸名は、以前、漫画『ゲゲゲの鬼太郎』の主人公・鬼太郎のような長髪でチャンチャンコを着た姿が非常に似ていたために芸名に使った（『ごきげんよう』より）。無断で勝手に拝借してしまった為、原作者の水木しげるが憤っているに違いないと思い直接謝罪に行ったが、本人から許諾を得られたため、水木公認で名乗っている。後に『ゲゲゲの鬼太郎』の主題歌「ゲゲゲの鬼太郎」を自らカバーしている。
モンゴルの遊牧民が住む簡易テント「ゲル」を趣味で購入して所有している（山梨県韮崎市に設置）。
23歳で結婚し、現夫人は所属していた劇団仲間（エチュードでのキス相手役だったことがきっかけとのこと）。息子は俳優の古関昇悟（旧芸名・北川昇吾）。
還暦を迎えても白髪交じりの大竹・斉木とは対照的に黒髪を貫いている。

## エピソード
カラスに2回襲われている。1回目は映画の収録で竹藪にて撮影を行っていた際、カラスの鳴き声がうるさいためADが石を投げてカラスをおっぱらったところ、数分後にきたろうの頭を爪で持ち上げようとした。2回目は朝方に駅へ向かって歩いていたらカラスの鳴き声がうるさく、「カラスは夕焼けには似合うが、日の出は似合わない」と思っていたら後ろからカラスに襲われた。それ以後、カラスを見かけたら「黒がお似合いですね」、「カラス様」と思うようにしている。
ハードなスカトロマニアであることを公言しており、「脱糞姿に興奮する」と『タモリ倶楽部』で熱く語っていた（1993年「第1回アダルトビデオタイトル大賞」）。　
かつての演劇仲間である風間杜夫は「大竹はわかるけど、きたろうがお笑いをやるとは思わなかった」と語っている。
囲碁が得意ではあるが、囲碁仲間同士で対局するため、「井戸の中のかわず」ときたろう本人が語っている。

## 出演

### テレビドラマ
- フレッシュドラマシリーズ「筒井康隆の三人娘」（1986年、日本テレビ） - 主演
- 銀河テレビ小説「しあわせ志願」（1988年、NHK総合） - 篠原
- 野望の国 嵐の章（1989年10月 - 12月、日本テレビ系）
- 火曜サスペンス劇場「香子の夢 コンパニオン殺人事件」（1989年12月、NTV系・国際放映） - 丸本久雄
- 奇妙な出来事 第15話「アップルパイ・ラプソディー」（1990年、フジテレビ系）
- お父さん（1990年、日本テレビ系）
- 噺家カミサン繁盛記（1991年、フジテレビ系） - 山上（喫茶店POTのマスター）
- 世にも奇妙な物語（フジテレビ系）
  - 「我が家はどこだ」（1991年）
  - 「顔」（1992年） - 中原一彦
  - 世にも奇妙な物語 2014年 春の特別編「ラスト・シネマ」（2014年4月5日） - 支配人
- 月曜・女のサスペンス「京都・山茶花寺殺人事件」（1991年、テレビ東京）
- さすらい刑事旅情編シリーズ（テレビ朝日系）
  - さすらい刑事旅情編V 第22話「欲望! 五百万円をネコババした女」（1993年）
  - さすらい刑事旅情編VII 第2話「覗かれた殺意 違法駐車の女」（1994年） - クリーニング屋
- ジュニア・愛の関係（1992年、フジテレビ系） - 小船元治(衆議院議員)
- 警部補・古畑任三郎「動く死体」（1994年、フジテレビ系） - 野崎警備員
- エリアコードドラマ101（北海道テレビ）
  - チャイナ飯店（1994年） - 島正実[2]
  - アロハ暖房（1995年） - 源太郎[3]
- ドラマ新銀河「おんなは全力疾走!」（1997年、NHK総合） - 小野正 役
- 踊る大捜査線（1997年、フジテレビ系） - サラリーマン
- 土曜ワイド劇場（テレビ朝日）
  - 名探偵明智小五郎 「陰獣」（1998年3月7日） - 浪越警部
    - 名探偵明智小五郎 「エレベーター密室殺人」（2000年2月26日） - 浪越警部

  - 棟居刑事の純白の証明（2007年2月10日） - 神林武人
    - 棟居刑事の黙示録（2009年11月21日） - 神林武人

  - タクシードライバーの推理日誌36 地図を失くした乗客（2014年12月13日） - 大久保刑事
- 秋の恐怖スペシャル 降霊〜ウ・シ・ロ・ヲ・ミ・ル・ナ〜（1999年9月28日、関西テレビ） - 柏原刑事
- 仮面ライダークウガ （2000年、テレビ朝日系） - 飾玉三郎（おやっさん）
- 池袋ウエストゲートパーク （2000年、TBS） - 吉岡刑事　吉岡副署長
- 月曜ドラマスペシャル「ラーメン屋 源ちゃんの人情事件簿」（2000年12月、TBS） - 五味漢水
  - 池袋ウエストゲートパークスペシャル（2003年3月23日） - 吉岡署長
- 月曜ドラマシリーズ（NHK総合）
  - 占有家族（2001年） - 丸山社長
  - 少年たち3（2002年） - 田中刑事
- 演技者。「錦鯉」（2002年、フジテレビ） - 小田島一
- 木更津キャッツアイ 第2話（2002年、TBS） - 中年男
- 浅見光彦シリーズ 沢村一樹版 第17話「鬼首殺人事件」（2002年、TBS）
- マンハッタンラブストーリー （2003年、TBS） - 江本誠
- FIRE BOYS 〜め組の大吾〜（2004年、フジテレビ）
- 相棒 Season 3（2005年、テレビ朝日） - 間島謙作
- 水曜ミステリー9
  - ブランド刑事 予備鑑定捜査員 桐原真実（2006年1月18日） - 吉松伸介
  - 旅行作家・茶屋次郎10 箱根早川殺人事件（2012年） - 及川正
- ちびまる子ちゃん（2006年、フジテレビ） - 佐々木のじいさん
- 怨み屋本舗（2006年、テレビ東京） - 寄木警部
  - 怨み屋本舗スペシャル 〜家族の闇 モンスター・ファミリー〜（2008年1月6日） - 寄木刑事
  - 怨み屋本舗 REBOOT（2009年7月3日 - 9月25日） - 寄木刑事
- 即興ドラマ つかじの無我〜12人の証言者〜（2007年、WOWOW）
  - 即興ドラマ 囚われつかじ〜13人の容疑者〜（2008年、WOWOW）
- NHK大河ドラマ
  - 風林火山（2007年） - 北村右近
  - 平清盛（2012年） - 上総常澄
  - 花燃ゆ（2015年） - 梅田雲浜
  - いだてん〜東京オリムピック噺〜（2019年） - 牛塚虎太郎
  - どうする家康（2023年） - 多羅尾光俊
- こんにちは、母さん（2007年、NHK） - 神崎幸吉
- 月曜ゴールデン「警視庁三係・吉敷竹史シリーズ3」 『北の夕鶴〜2/3の殺人』（2008年1月21日、TBS） - 牛越警部
- さば（2008年2月4日、フジテレビ） - 老女
- 被取締役新入社員（2008年3月31日、TBS）
- 裸の大将〜宮崎の鬼が笑うので〜（2008年5月24日、フジテレビ）
- 本当と嘘とテキーラ （2008年5月28日、テレビ東京）
- 魔王（2008年7月4日、TBS） - 林邦夫
- ドラマスペシャル 暴れん坊将軍（2008年12月29日） - 山内豊春
- 傍聴マニア09 第7話（2009年12月3日、読売テレビ/日本テレビ） - 蒲田弘明
- 交渉人〜THE NEGOTIATOR〜 第8話 - 第9話（2009年12月10・17日） - 小柳郁夫
- SOIL（2010年、WOWOW）
- まっすぐな男 第3話（2010年1月26日） - 高石
- シバトラ〜さらば、童顔刑事スペシャル〜（2010年5月22日、フジテレビ）
- 霊能力者 小田霧響子の嘘 第2話（2010年10月17日、テレビ朝日） - 鶴川浩二
- 金曜プレステージ（フジテレビ）
  - 特別企画 目線（2010年12月17日）
  - 警察庁特別監察官 氷の女・氷室透子（2014年7月11日） - 古屋昌孝
- URAKARA 第5話 - 最終話（2011年2月11日 - 4月8日、テレビ東京） - 山本編成局長
- 生まれる。 第4・5・8話（2011年5月13・20日・6月10日、TBS） - 寺田一朗（借金取り）
- 勇者ヨシヒコと魔王の城 第1話・第12話（2011年7月8日・9月23日、テレビ東京） - テルヒコ 役（1話）、伝説の勇者ロトスケ 役（12話）
- 11人もいる!（2011年10月 - 12月、テレビ朝日） - 田所兎
- 松本清張没後20年特別企画『市長死す』（2012年4月3日、フジテレビ） - 紀藤総一郎
- 東野圭吾ミステリーズ 第9話「結婚報告」（2012年9月6日、フジテレビ） - 橋本刑事
- てふてふ荘へようこそ（2012年10月-12月、NHK BSプレミアム） - 遠藤富治
- TOKYOエアポート〜東京空港管制保安部〜（2012年10月 - 12月、フジテレビ） - 大野弥生
- 信長のシェフ（2013年1月 - 3月、テレビ朝日） - 料理頭・井上
- 斉藤さん2（2013年7月 - 9月、日本テレビ） - 教頭先生
- 特捜最前線2013〜7頭の警察犬〜（2013年9月29日、テレビ朝日） - 犬塚凡海
- ハクバノ王子サマ 純愛適齢期（2013年10月 - 12月、読売テレビ） - 佐野校長
- HTBスペシャルドラマ 「別に普通の恋」（2013年12月14日、北海道テレビ） - 恋愛の神様
- 地の塩（2014年2月16日 - 3月9日、WOWOW） - 国松源太郎
- 福家警部補の挨拶 第9話（2014年3月11日、フジテレビ） - 荒川勉
- 牙狼-GARO- -魔戒ノ花- 第4話（2014年4月25日、テレビ東京） - ハリマ
- アオイホノオ（2014年7月 - 9月、テレビ東京） - 大学の先生
- ラスト・ドクター〜監察医アキタの検死報告〜 第2話（2014年7月18日、テレビ東京） - 西田課長
- タイムスパイラル（2014年9月 - 10月、NHK BSプレミアム） - 中鉢教授
- わが家（2015年1月4日、MBS/TBSテレビ）
- 釣りバカ日誌〜新入社員 浜崎伝助〜（2015年10月 - 12月、テレビ東京） - 小林平太
- この街の命に（2016年4月2日、WOWOW） - 二見仁志
- 神の舌を持つ男 第4話・第5話（2016年7月29日・8月5日、TBS） - 赤池慎太郎（村長）
- スリル!〜赤の章・黒の章〜（2017年） - 戸村房夫（係長）
- おばさんデカ 桜乙女の事件帖16（2017年） - 北村敏明
- やすらぎの郷（2017年8月1日・2日、テレビ朝日） - 立木公次郎
- ドクターX〜外科医・大門未知子〜（2017年） - 木元博司
- ドラマスペシャル「白日の鴉」（2018年1月11日、テレビ朝日）- 弓削将司
- 恋のツキ（2018年7月 - 、テレビ東京） - 成瀬惠介 役[4]
- SUITS/スーツ (日本のテレビドラマ)（2018年） - 岡林達樹 役
- 警視庁捜査資料管理室 (仮)（2018年） - 美濃部藤吉 役
- 少年寅次郎（2019年、NHK総合） - 車正吉 役
  - 少年寅次郎SP （2020年）
- 孤独のグルメ Season8 第10話 （2019年12月7日、テレビ東京） - 内田良夫 役
- 病室で念仏を唱えないでください（2020年） - 大貫義彦 役
- オペレーションZ〜日本破滅、待ったなし〜（2020年3月 - 4月、WOWOW） - 梶野幸三 役
- 阿佐ヶ谷姉妹の のほほんふたり暮らし（2021年） - 語り
- WOWOWオリジナルドラマ にんげんこわい 第3話「紺屋高尾」（2022年2月20日、WOWOW）- 藪医者 役[5]
- 俺の可愛いはもうすぐ消費期限!? 第2話（2022年4月21日、テレビ朝日） - せいかつドラッグ社長 役
- 束の間の一花（2022年10月18日 - 12月20日、日本テレビ） - 渋川哲治 役[6]
- ドラフトキング（2023年4月8日 - 6月10日、WOWOW） - 比嘉一太 役[7]
- お別れホスピタル（2024年2月3日 - 2月24日、NHK総合） - 大戸屋次郎 役[8]
- 飯を喰らひて華と告ぐ 第4話「里芋とイカの煮物」（2024年7月30日、TOKYO MX） - 正雄 役[9]
- 離婚後夜（2024年10月14日 - 12月16日、朝日放送テレビ・テレビ朝日系） - 沢口健一 役[10]

### 映画
- マルサの女2（1988年） - サダオ
- 嵐の中のイチゴたち（1989年） - 森先生
- 湾岸バッド・ボーイ・ブルー（1992年） - 高校の教師
- つげ義春ワールド・ゲンセンカン主人より「池袋百点会」（1993年） - 須山
- 帝都物語外伝（1995年） - 刑事
- 友子の場合（1996年、東映） - ロープウェイ乗り場のおじさん
- 学校の怪談2（1996年） - 人面犬
- トキワ荘の青春（1996年） - 編集者・丸山
- 7月7日、晴れ（1996年） - 大津善三
- SF サムライ・フィクション（1998年） - 土井
- 鉄道員（1999年） - 牛乳配達
- まぬけの殻（2000年） - 日岡
- man-hole（2001年） - 佐藤祐司
- episode 2002 Stereo Future（2001年） - 撮影所の守衛
- 降霊 KOUREI（2001年） - 柏原刑事 役[注 3]
- RED SHADOW 赤影（2001年） - 長老
- 笑う蛙（2002年） - 稲松健太郎
- さゞなみ（2002年） - 三益修平
- Summer Nude（2003年） - 渡久地五
- デビルマン（2004年） - 上田
- イン・ザ・プール（2005年） - 吉沢部長
- どろろ（2007年）
- アルゼンチンババア（2007年） - 警官・犬塚幸吉
- ゲゲゲの鬼太郎（2007年） - ぬっぺふほふ（声の出演）
- 彩恋（2007年） - 吉田
- 全然大丈夫（2008年） - 栗田
- 南極料理人（2009年） - タイチョー
- ウルトラマンゼロ THE MOVIE 超決戦!ベリアル銀河帝国（2010年） - ギル
- 劇場版TRICK 霊能力者バトルロイヤル（2010年） - 木下権三郎
- 森崎書店の日々（2010年） - マスター
- シティボーイズのfilm noir 「俺の切腹」（2010年）
  - シティボーイズのfilm noir 「遠き少年の日々」（2010年） - 福森
  - シティボーイズのfilm noir 「DARK ON DARK」（2010年）
  - シティボーイズのfilm noir 「ドキュメント 中村有志」（2010年、監督作品）
- DOG×POLICE 純白の絆（2011年）
- 天地明察（2012年） - 安井算知
- 旅の贈りもの 明日へ（2012年） - 鈴本
- 横道世之介（2013年） - 世之介の父
- 樹海のふたり（2013年） - 八木
- 百瀬、こっちを向いて。（2014年）
- 薔薇色のブー子（2014年） - 雀田組組長
- 女子ーズ（2014年） - 砧博士
- ぶどうのなみだ（2014年） - バーバーミウラ
- サムライフ（2015年） - ナガオカの父
- 殿、利息でござる!（2016年） - 穀田屋十兵衛
- チア☆ダン〜女子高生がチアダンスで全米制覇しちゃったホントの話〜（2017年）
- 忍びの国（2017年） - 音羽の半六
- モリのいる場所（2018年） - 荒木
- 体操しようよ（2018年） - 神田義彦
- 化け物と女（2018年）- 町長
- ロマンスドール（2020年） - 相川金次
- 水曜日が消えた（2020年） - 医師[11]
- きまじめ楽隊のぼんやり戦争（2021年） - 伊達 役
- 犬も食わねどチャーリーは笑う（2022年） - きたろう（本人）[12]
- 死体の人（2023年3月17日、 草苅勲監督）- 吉田広志の父 役[13][14]
- サユリ（2024年） - 神木章造 役[15]

### バラエティ
- クイズなっとく歴史館
  - 歴史クイズ番組。斉木しげるとともにレポーターを務めた。
- 哲学の傲慢
  - 1992年頃、フジテレビ系の深夜に放送された哲学バラエティ番組。番組ホスト役の「パークアナリスト」を務めた。
- 爆笑王誕生（1992年4月 - 9月、日本テレビ） - 司会（小林克也と共に）
- タブロイドTV（1993年10月 - 1994年7月、テレビ朝日系）
- ラスタとんねるず'94（1994年4月 - 9月、フジテレビ） - 細川モリヒロ(声)、「オールザットギャグ」司会ほか
- 嵐の技ありッ!（ - 2005年3月）
- カイブツ（2007年10月 - 2008年3月、日本テレビ系）
- 不思議どっとテレビ。これマジ!?（2001年4月 - 2002年3月、テレビ朝日系） - ナレーション
- はねるのトびら（2009年9月、フジテレビ）
- 東京イエローページ（1989年10月-1990年9月、TBSテレビ）

### 情報番組
- そこが知りたい 特捜!板東リサーチ（1999年10月 - ） - 準レギュラー
  - 「下町研究家・古関安弘」と板東英二から本名を暴露されて困惑したことがある。
- ちちんぷいぷい
  - 毎日放送（MBS）が関西ローカルで放送中の平日午後の情報生番組。曜日に関係無く準レギュラー出演。

### 紀行番組
- 風まかせ 新・諸国漫遊記（1990年10月 - 2000年3月、フジテレビ） - レポーター
- ぶらり途中下車の旅 横須賀線編（1998年、日本テレビ）

### ドキュメンタリー
- 新春歴史ロマンSP・戦国武将の真実…時代を変えた奇跡の瞬間! 愛と野望の開運伝説 （2011年1月2日、TBS） - 徳川家康役
- NHKスペシャル「女と男〜最新科学が読み解く性」（2009年1月、NHK）
- SAVE THE FUTURE エコレゾTV（2009年12月19日、NHK）
- 〜癒・笑・涙・夢〜夕焼け酒場（2014年4月12日 - 、BS-TBS）

### その他のテレビ番組
- 囲碁フォーカス（2012年4月 - 2013年3月、NHKEテレ） - 司会
- 新春お好み囲碁対局 逆転必至!プロ・タレント夢の連碁戦（NHK教育、2013年1月3日）
- 新春お好み囲碁対局 プロ・タレント混合!ドキドキ連碁戦（NHK Eテレ、2014年1月3日）

### ラジオ
- FMシアター「気化しない蒸発」（2002年3月9日、NHK-FM、NHK名古屋放送局制作）
- 大竹まこと ゴールデンラジオ!（2007年5月 - 、文化放送）
  - 大竹紳士交遊録：水曜日レギュラー

### コマーシャル
- スズキ「スズキにきたろう」（1998年・1999年） - CMソングとして「ゲゲゲの鬼太郎」の替え歌が使われた。ゲゲゲの鬼太郎 (曲)#カバーを参照。
- サントリー「レッド」（1998年）
- 東京ガス「家族の絆・お父さんのチャーハン」編（2009年）（初音映莉子と共演）
- ダイハツ「ミラココア」（2010年）
- 宝酒造「宝焼酎ハイボール」（2021年）（夕焼け酒場での番組コラボCMとして西島まどかと共演）

### PV
- 安倍麻美「きみをつれていく」（2003年）

### 配信ドラマ
- サンクチュアリ -聖域-（2023年5月4日、Netflix） - 小瀬浩二 役[16]

## 音楽活動
- オレ達、ルーキーショー（1991年、キングレコード） - ルー大柴、翔とともに「ルーキーショー」として。
- ゲゲゲの鬼太郎（2008年、インデックス ミュージック/キングレコード） - 熊倉一雄のカバー。オムニバスCD『ゲゲゲの鬼太郎・コレクション』に収録。同アルバムにはトーク「きたろう妖怪譚」も収録されている[17]。